# Vũ Thành (thành phố cấp huyện)
Vũ Thành (tiếng Trung: 禹城; bính âm: Yǔchéng) là một huyện cấp thị thuộc địa cấp thị Đức Châu, tỉnh Sơn Đông, Trung Quốc. Trong thời gian gần đây, với sự phát triển của ngành sản xuất đường tại địa phương, Vũ Thành còn được gọi là "Trung Quốc công năng đường thành".
Năm thứ 26 (221 TCN) thời Tần Thủy Hoàng, huyện Chúc Kha được thiết lập, sang năm thứ 5 (202 TCN) thời Hán Cao Tổ thì đổi thành huyện Chúc A. Năm Thiên Bảo thứ 1 (742) thời Đường Huyền Tông, Hoàng đế thủ thành Nam Vũ, do vậy đổi Chúc A thành Vũ Thành, kỉ niệm Đại Vũ từng suất chúng trị thủy tại đây. Năm Kim Hội thứ 8 (1130) thời Kim Thái Tông, phân trị huyện Tề Hà. Năm 1958, huyện Vũ Thành nhập vào huyện Cao Tân, lệ thuộc chuyên thự Liêu Thành. Năm 1961, huyện Vũ Thành được khôi phục, phụ thuộc chuyên thự Đức Châu. Ngày 9 tháng 9 năm 1993, Vũ Thành trở thành một thành phố cấp huyện.
Trên địa bàn Vũ Thành có đường sắt Bắc Kinh-Thượng Hải, đường sắt Tế Nam-Hàm Đan, đường sắt Bắc Kinh-Phúc Kiến, quốc lộ 309, tỉnh lộ 1001 và 1009 chạy qua.